# Figuras (heráldica)
Na heráldica, as figuras de um escudo designam todas as imagens que se encontram dentro deste. Segundo a Universidade de Notre-Dame, de Indiana, uma figura é "qualquer coisa que exista num brasão, seja no campo...ou sobre uma peça, ou mesmo sobre outra figura" (anything borne on a coat of arms, whether upon the field ... or upon an ordinary, or indeed upon another charge.).

## Classificação das figuras
Segundo esta universidade, as figuras podem agrupar-se em animadas e não-animadas.

### Animadas
- Animais.
- Ser humano (habitualmente as partes do corpo humano mais representadas em heráldica, são o braço e a cabeça).
- Seres imaginários, mitológicos (unicórnio, dragão, sereia, centauro, grifo, esfinge, tritão, cocatrice).

### Não-animadas
- Peças do escudo.
- Cruz, elmo, armadura, coroa.
- Armas
- Símbolos (militares, religiosos, abstractos, geométricos, de arquitectura, de astronomia, entre outros).
- Plantas, flores, árvores, frutos.

## Figuras mais comuns

### Flores e plantas
|             |      |             |              |       |        |
| Flor-de-lis | Rosa | Três-folhas | Cinco-folhas | Feixe | Árvore |

### Figuras geométricas
|         |         |         |
| Besante | Losango | Bilhete |

### Animais e aves
|      |        |      |       |       |      |          |       |
| Leão | Cavalo | Urso | Águia | Cisne | Galo | Golfinho | Peixe |

### Seres mitológicos
|       |        |           |        |
| Grifo | Dragão | Unicórnio | Sereia |

### Astronomia
|         |     |     |
| Estrela | Lua | Sol |

### Peles
|         |       |
| Arminho | Veiro |

### Arquitectura
|               |       |              |
| Torre/Castelo | Ponte | Coluna/Pilar |

### Ser humano
|       |        |
| Braço | Cabeça |

### Militar e religioso
|           |        |       |       |
| Cavaleiro | Espada | Santo | Coroa |

### Cruz
|             |                  |               |
| Cruz latina | Cruz florenciada | Cruz de Malta |

### Outros objectos inanimados
|       |      |      |        |        |       |  |
| Chave | Sino | Roda | Trompa | Âncora | Navio |  |